# 川藏沙参
川藏沙参（学名：Adenophora liliifolioides）是桔梗科沙参属的植物，为中国的特有植物。分布于中国大陆的陕西、甘肃、四川、西藏等地，生长于海拔2,400米至4,600米的地区，常生长在灌丛、草地和乱石中，目前尚未由人工引种栽培。